# 유리 몰찬
유리 세르게예비치 몰찬(러시아어: Ю́рий Серге́евич Молча́н, 1983년 4월 8일~)은 러시아의 펜싱 선수로 주 종목은 플뢰레이다. 2004년 하계 올림픽 남자 플뢰레 단체전에서 동메달을 획득했다.